# Sorsogon (stad)

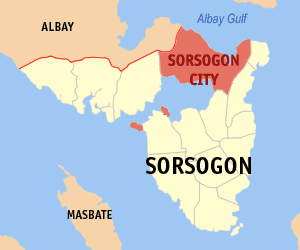
Staden Sorsogons läge i provinsen Sorsogon

Sorsogon (officiellt City of Sorsogon) är en stad i Filippinerna. Den är administrativ huvudort för provinsen Sorsogon i Bikolregionen och har 134 678 invånare (folkräkning 1 maj 2000).
Staden är indelad i 64 smådistrikt, barangayer, varav 50 är klassificerade som landsbygdsdistrikt och 14 som tätortsdistrikt.